# 塞里伊 (科多尔省)
塞里伊（法語：Cérilly，法語發音：[seʁiji]）是法国科多尔省的一个市镇，位于该省北部偏西，属于蒙巴尔区。

## 地理
塞里伊（47°51'57"N, 4°29'45"E）面积13.9 平方千米，位于法国勃艮第-弗朗什-孔泰大區科多尔省，该省份为法国中东部省份，北起奥布省，西接涅夫勒省和约讷省，南至索恩-卢瓦尔省，东南接汝拉省，东临上索恩省，东北部与上马恩省接壤。
与塞里伊接壤的市镇（或旧市镇、城区）包括：布伊、潘松莱拉雷、塞纳河畔圣科隆布、昂皮伊勒塞克、巴洛、埃特罗谢。

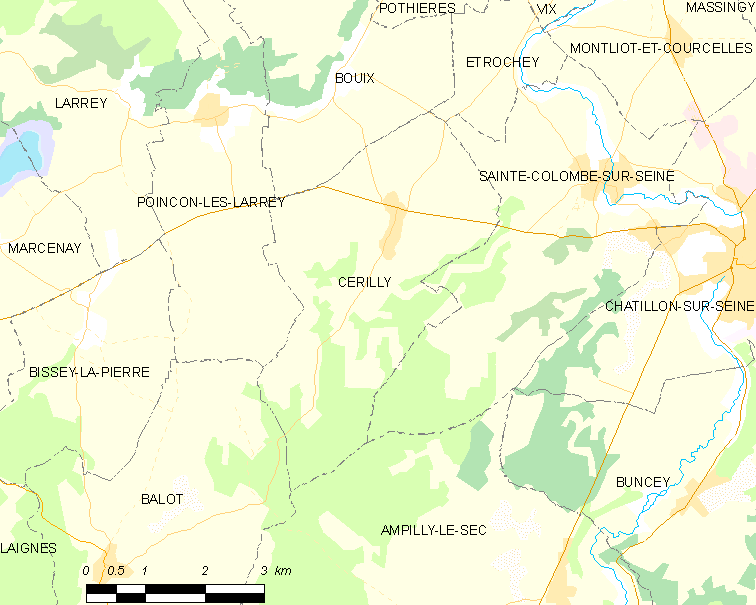
的OSM定位图

塞里伊的时区为UTC+01:00、UTC+02:00（夏令时）。

## 行政
塞里伊的邮政编码为21330，INSEE市镇编码为21125。

## 政治
塞里伊所属的省级选区为塞纳河畔沙蒂永县。

## 人口

1962-2008年间人口变化图示

塞里伊于2022年1月1日时的人口数量为214人。